# Милош Божановић
Милош Божановић (Рајево Село, 10. март 1863 — Београд, 14. јануар 1922) био је генерал Војске Краљевине Србије и министар војни од 1913. до 1914. године.

## Биографија
У Београду је завршио Војну академију и похађао Вишу војну академију. Био је ожењен Стевком (рођ. Рајковић) са којом је имао ћерку Ружицу Јовановић (1912–1969).
У Српско-бугарском рату 1885. истако се при опсади Видина. Учествовао је у Мајском преврату.
У Првом балканском рату командовао је Дунавском дивизијом првог позива, која је у Кумановској бици одиграла одлучујућу улогу.
Био је војни министар у влади Николе Пашића од 1913. до 1914. године.
У почетку Првог светског рата командовао је Ужичком војском која је у Церској бици затварала правац Вишеград–Ужице. У оквиру Ужичке војске формирани су добровољачки одреди у којима су се налазили и Младобосанци који су успели да избегну хапшење од стране Аустроугарске. Због спорог развоја офанзиве ка Романији и Власеници смењен је и постављен за команданта Пиротског утврђеног логора.
Пензионисан је на лични захтев 1. новембра 1917. године. Одликован је Краљевским орденом Карађорђеве звезде.
У лову је добио назеб, који се искомпликовао у запаљење плућа, од чега је умро 14. јануара 1922. у Београду.